# Châteauguay (district électoral du Canada-Uni)
Pour les articles homonymes, voir Châteauguay (homonymie).
Circonscription électorale provinciale du Canada
Châteauguay est un district électoral de l'Assemblée législative de la province du Canada.

## Liste des députés
| Années | Années      | Député                 | Affiliation  |
| ------ | ----------- | ---------------------- | ------------ |
|        | 1854 - 1858 | Jacob De Witt          | Rouge        |
|        | 1858 - 1861 | Henry Starnes          | Conservateur |
|        | 1861 - 1863 | Henry Starnes          | Conservateur |
|        | 1863 - 1867 | Luther Hamilton Holton | Rouge        |